# Bradycellus aridus
Bradycellus aridus är en skalbaggsart som beskrevs av Thomas Casey. Bradycellus aridus ingår i släktet Bradycellus och familjen jordlöpare. Inga underarter finns listade i Catalogue of Life.